# Pierre Longue (Pléchâtel)
Pour les articles homonymes, voir Pierre Longue.
La Pierre Longue est un menhir situé à Pléchâtel dans le département français d'Ille-et-Vilaine.

## Description
Le menhir est constitué d'un bloc de schiste pourpré en forme de pyramide quadrangulaire. Il mesure 4,80 m de haut, 2 m dans sa plus grande largeur et 1 m d'épaisseur. Il ne serait enfoncé que sur 0,50 à 0,60 m de profondeur.

## Folklore
Selon la tradition, la Vierge se promenait dans la lande en filant sa quenouille, elle portait une pierre sur sa tête et plusieurs autres dans son tablier. Quand elle se baissa pour ramasser sa quenouille qui était tombée à terre, les pierres tombèrent au sol et se fichèrent en terre, celle qui était sur sa tête devint la Pierre Longue et celles qui étaient dans son tablier formèrent le dolmen de Pierre-Blanche. Paul Banéat rapporte que selon la légende on trouve dans les environs du menhir des cavités habitées par un animal fantastique, appelé Payenne ou la Levrette blanche, qui renverse la nuit les passants attardés.